# Мазаган (микрорегион)

Мазаган на карте.

Мазаган (порт. Microrregião de Mazagão) — микрорегион в Бразилии, входит в штат Амапа. Составная часть мезорегиона Юг штата Амапа. Население составляет 69 402 человека (на 2010 год). Площадь — 46 586,755 км². Плотность населения — 1,49 чел./км².

## Демография
Согласно сведениям, собранным в ходе переписи 2010 г. Национальным институтом географии и статистики (IBGE), население микрорегиона составляет:
| Полное население                             | Полное население                             | Полное население                             | Полное население                             | 69 402 |
| -------------------------------------------- | -------------------------------------------- | -------------------------------------------- | -------------------------------------------- | ------ |
| в том числе:                                 | Городское население                          | 56 478                                       | Процент городского населения, %              | 81,38  |
|                                              | Сельское население                           | 12 924                                       | Процент сельского населения, %               | 18,62  |
|                                              | Мужское население                            | 35 835                                       | Процент мужского населения, %                | 51,63  |
|                                              | Женское население                            | 33 567                                       | Процент женского населения, %                | 48,37  |
| Плотность населения, чел/км²                 | Плотность населения, чел/км²                 | Плотность населения, чел/км²                 | Плотность населения, чел/км²                 | 1,49   |
| Население микрорегиона в % к населению штата | Население микрорегиона в % к населению штата | Население микрорегиона в % к населению штата | Население микрорегиона в % к населению штата | 10,37  |

## Состав микрорегиона
В составе микрорегиона включены следующие муниципалитеты:
1. Ларанжал-ду-Жари
2. Мазаган
3. Витория-ду-Жари